# Le Dernier Voyage (film, 2020)
Pour les articles homonymes, voir Le Dernier Voyage.
Pour plus de détails, voir Fiche technique et Distribution.
Le Dernier Voyage est un film de science-fiction français coécrit et réalisé par Romain Quirot et sorti en 2020. Il s'agit d'une adaptation du court métrage Le Dernier voyage de l'énigmatique Paul W.R. (2015) du même réalisateur. Il s'agit de son premier long métrage.
Le film est présenté dans plusieurs festivals en 2020, dont le festival du film francophone d'Angoulême, avant de sortir dans les salles françaises en 2021.

## Synopsis
Dans un futur indéterminé et post-apocalyptique, un étrange astre stellaire rouge est surexploité pour son énergie. Alors que sa trajectoire change et qu'il fonce droit vers la Terre, Paul W.R. est le seul astronaute capable de le détruire dans la mesure où il semble bénéficier des caractéristiques génétiques permettant de franchir le champ de force de l'astre.
Néanmoins, pour des motifs connus de lui seul, il refuse d'accepter cette mission et se cache des autorités.
Recherché par les autorités, Paul est aussi traqué sans relâche par un mystérieux inconnu, doté de pouvoirs télépathiques, qui a engagé des mercenaires.
Au cours de son périple, Paul rencontre Elma, une adolescente au caractère affirmé.
Des flash-back montrent un traumatisme de Paul lié à son enfance (mort dramatique de sa mère) et à une relation compliquée avec son père et son frère Elliot.

## Fiche technique
Sauf indication contraire, les informations mentionnées dans cette section peuvent être confirmées par la base de données cinématographiques IMDb,  présente dans la section « Liens externes ».
- Titre original : Le Dernier Voyage (Le Dernier Voyage de Paul W.R avant renommage pour la sortie en salles)
- Réalisation : Romain Quirot
- Scénario : Romain Quirot, Antoine Jaunin et Laurent Turner
- Musique : Étienne Forget
- Décors : Olivier Seiler
- Costumes : Thierry Delettre
- Photographie : Jean-Paul Agostini
- Montage : Romain Quirot
- Production :  Fannie Pailloux et David Danesi
- Sociétés de production : Apaches et Digital District (coproduction)
- Société de distribution : Tandem (France)
- Pays de production :  France
- Langue originale : français
- Genre : science-fiction
- Durée : 87 minutes
- Dates de sortie[1] : 
  - France : 1er septembre 2020 (festival du film francophone d'Angoulême) ; 19 mai 2021 (sortie nationale)

## Distribution
- Hugo Becker : Paul W.R.
- Paul Hamy : Eliott W.R. (frère de Paul)
- Lya Oussadit-Lessert : Elma
- Jean Reno : Henri W.R (père de Paul et Eliott)
- Bruno Lochet : César
- Émilie Gavois-Kahn : Simone
- Philippe Katerine : l'animateur radio
- Jean-Luc Couchard : le type louche

## Production
Romain Quirot a mis plusieurs années à peaufiner son scénario. Il s'inspire de son court métrage Le Dernier Voyage de l'énigmatique Paul W.R. (2015). Le cinéaste avoue que Blade Runner (Ridley Scott, 1982) l'a profondément influencé pour ce film : « J’ai été scotché. Blade Runner a constitué une transition dans ma vie de jeune cinéphile. Cela m’a ouvert les yeux sur l’existence de films beaucoup moins manichéens, plus complexes. Et sur l’importance de l’univers. C’est quelque chose qui me fascine : créer un univers dans lequel emporter le spectateur. »
Le tournage a lieu à Paris et au Maroc, notamment à Ouarzazate et Casablanca. Romain Quirot explique avoir cherché avec son équipe de véritables lieux existants et dans un style art déco :

« Une bonne partie de la base spatiale est en fait un centre sportif des années 1930 ; l’intérieur de la navette, lui, a été construit dans une grange au bord de la ville... Ensuite, on est parti dans le désert de Ouarzazate. On a tourné dans un vieux décor de station-service (vestige d’un film américain), ou dans une usine perdue au milieu de nulle part, qui nous a servi de base pour le camp de réfugiés. »

La station essence notamment utilisée pour les besoins du film avait déjà servi auparavant dans le film culte d'horreur La colline a des yeux, version de 1977. On y aperçoit des carcasses de voitures américaines de l'époque laissées là par l'équipe de tournage.

## Sortie et accueil
Le film est projeté en avant-première sous le titre Le Dernier Voyage de Paul W.R au festival du film francophone d'Angoulême le 1er septembre 2020, et au festival international du film de Catalogne en octobre, où il est nommé au prix du meilleur film et obtient le prix Méliès du meilleur film,. Il est ensuite renommé plus simplement Le Dernier Voyage pour sa sortie en salles en France le 19 mai 2021, jour de la réouverture des salles à la suite de la pandémie de Covid-19.